# Pedro Salas
Pedro Salas Rodríguez (* 7. Dezember 1923 in Córdoba; † 15. Juni 2000 ebenda) war ein argentinischer Radrennfahrer und nationaler Meister im Radsport.

## Sportliche Laufbahn
Salas war im Bahnradsport und im Straßenradsport aktiv. Er war Teilnehmer der Olympischen Sommerspiele 1952 in Helsinki. Der Bahnvierer aus Argentinien wurde in der  Mannschaftsverfolgung mit Pedro Salas, Óscar Pezoa, Óscar Giacché und Rodolfo Caccavo auf dem 9. Rang klassiert.
Bei den Panamerikanischen Spielen holte er 1951 die Goldmedaille in der Mannschaftsverfolgung. In der Einerverfolgung kam er auf den zweiten Rang. Die Argentinische Meisterschaft im Straßenrennen der Männer gewann er 1949, 1952 und 1958. 1951 war er in den Rennen Prova Ciclista 9 de Julho und Doble Calingasta (auch 1952 und 1954) erfolgreich. 
Auf der Bahn gewann er den nationalen Titel in der Einerverfolgung 1950, 1951 und 1953.